# 上村耕作
上村 耕作（うえむら こうさく、1877年（明治10年）2月8日 - 1936年（昭和11年）12月1日）は、日本の政治家・衆議院議員（奈良市選出、憲政会）、会社重役。族籍は奈良県平民。

## 経歴
奈良市生まれ。奈良県生駒郡伏見村（現・奈良市）、平民・上村光亨の長男。郡山中学校、第三高等学校を経て、1905年、京都帝国大学法科大学を卒業して法学士の称号を得た。1907年、家督を相続した。
大韓帝国財務官兼農工銀行監理官、東洋拓殖参事、奈良銀行（のち国立六十八銀行、現南都銀行）監査役、豊国火災保険東京支店長、同社支配人、千日土地建物取締役等を務めた。
1917年（大正6年）4月20日に実施された第13回衆議院議員総選挙に出馬し当選する。

## 人物
漢詩、書画をよくし、鴻東と号す。保険学に通じる。著書に『労働保険論』（東京 森江書店、1906年4月出版）がある。憲政記念館には上村耕作文書が保存されている。
住所は東京牛込白銀町、下谷区中根岸、奈良県奈良市東城戸町、原籍は奈良県生駒郡伏見村大字疋田。

## 家族・親族
上村家
- 父・光亨[3]
- 母・チョウ[3][5]（1859年生、奈良、茂阪庄次郎の二女）[3][5]
- 妻・捨菊（すてぎく、島根士族、塩野門之助の長女）[1][5]
- 長男[1]
- 次男[1]
- 娘・康子[注 1]（1913年 - 2009年、井田完二の妻、佐保短大教授）